# Manoir de Boisgelin (Pléhédel)
Le manoir de Boisgelin est situé à Pléhédel, en France.

## Localisation
Le manoir est situé sur la commune de Pléhédel dans le département des Côtes-d'Armor, dans la région Bretagne.

## Description
Le manoir se trouve au milieu d'un parc. Il en subsiste encore les pilastres des portes de la cour d'honneur et le motif d'entrée du jardin au nord, ainsi que des vestiges de bassins sous forme d'étang. Le manoir proprement dit comprend un corps de logis principal en granit, flanqué de deux ailes à un étage sur rez-de-chaussée.

## Historique
Le manoir est constitué par une aile à l'est qui semble avoir été construite au XVIe siècle. Une deuxième campagne de construction s'arrête à gauche de la porte d'entrée centrale, et date probablement du XVIIe siècle. Cette porte est surmontée d'un fronton brisé. La troisième campagne comprend la partie ouest du pavillon central et l'aile ouest et a probablement eu lieu au XVIIe siècle.
Le manoir est inscrit partiellement au titre des monuments historiques par arrêté du 14 janvier 1964.

## Galerie

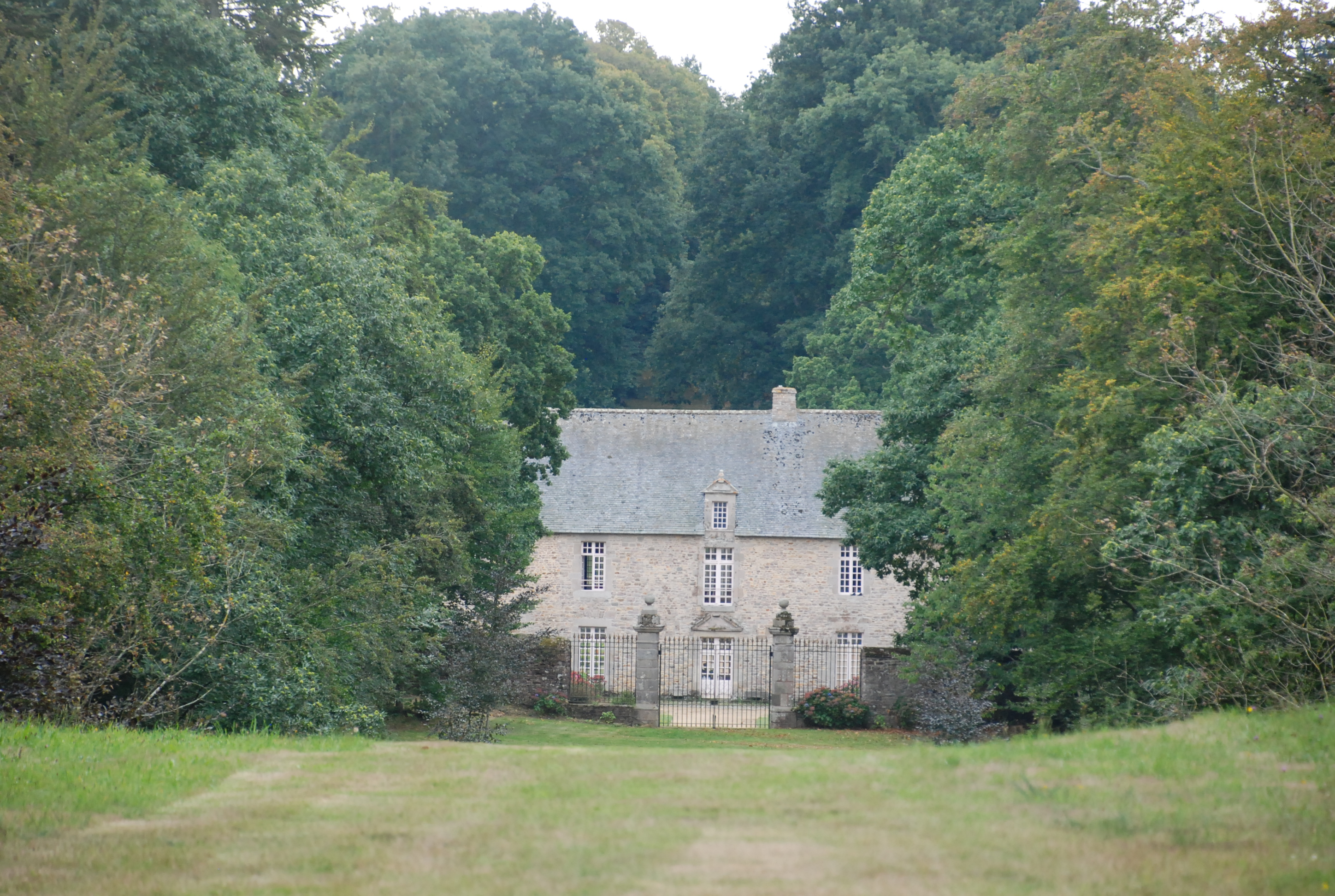
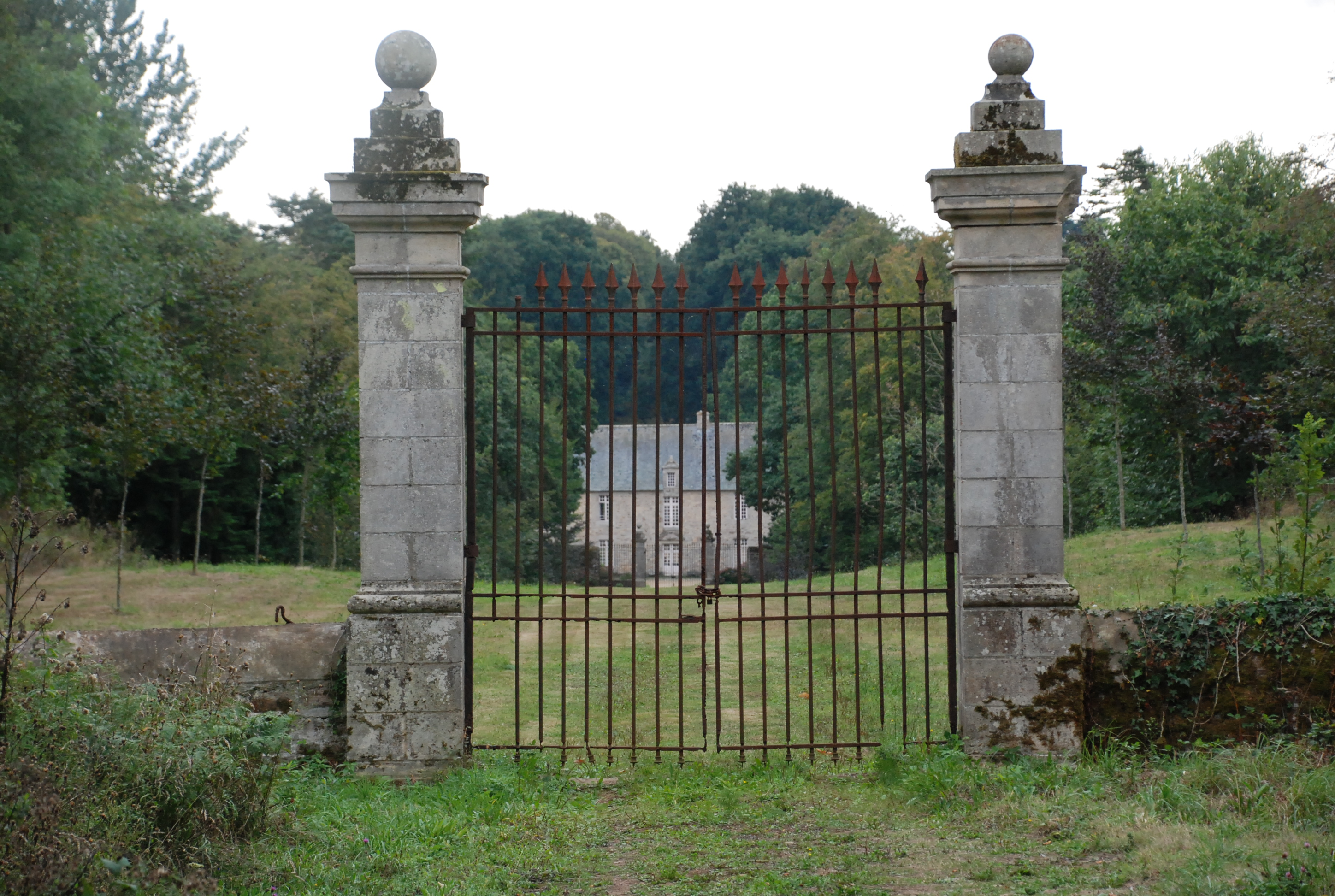
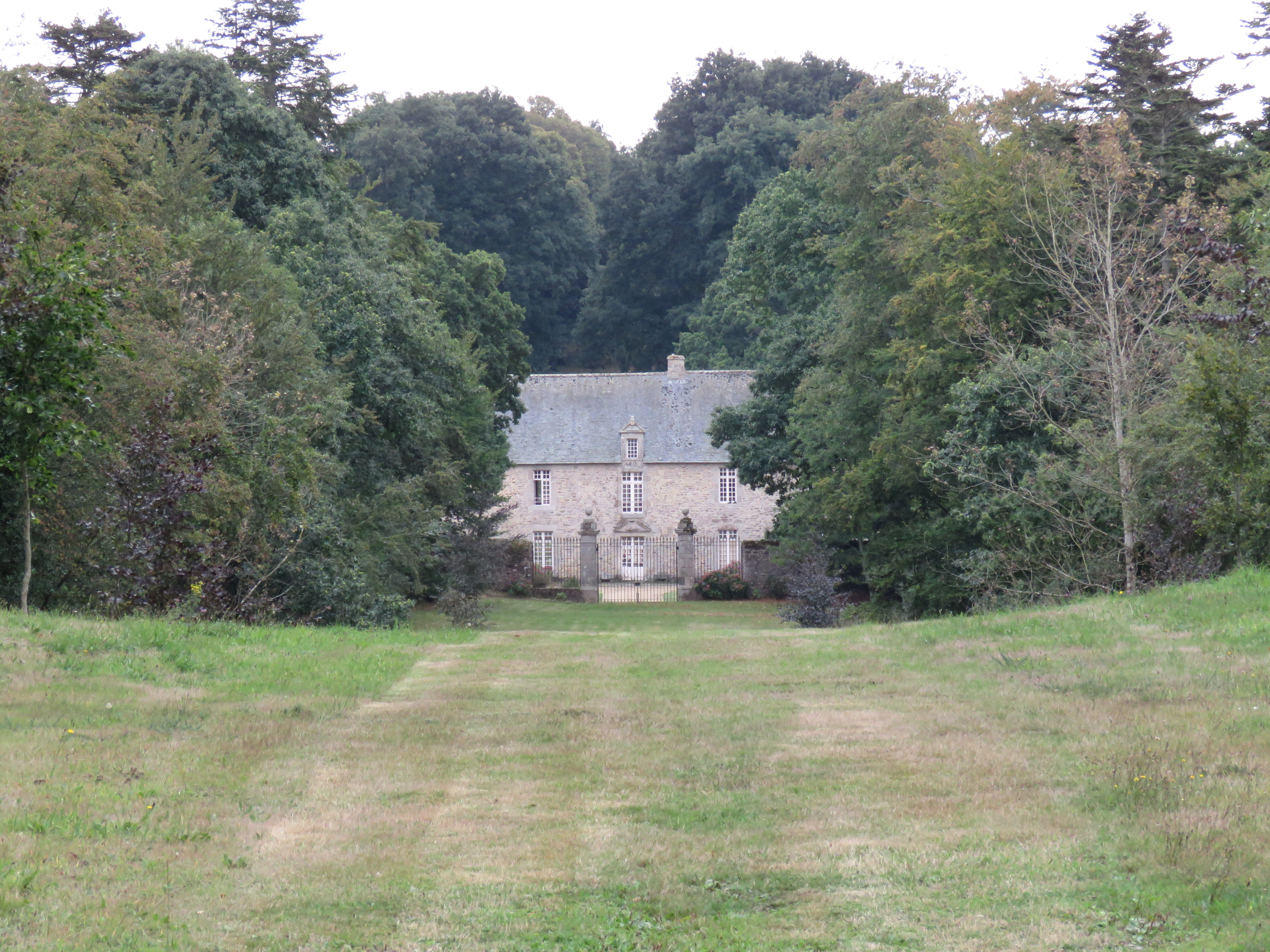